# Аллен, Ричард
Ричард Джеймс Аллен (англ. Richard James Allen; 4 июня 1902, Нагпур, Британская Индия — 1969, Бангалор) — индийский хоккеист на траве, вратарь. Трёхкратный олимпийский чемпион 1928, 1932 и 1936 годов.

## Биография
Ричард Аллен родился 4 июня 1902 года в городе Нагпур в Британской Индии (сейчас в Индии).
Начал играть в хоккей на траве во время учёбы в школе «Дубовая роща» в Массури. Затем учился в колледже святого Иосифа в Найнитале. В 1921—1926 годах выступал за «Порт Комиссионерз» из Калькутты.
В 1928 году проявил себя на предолимпийском турнире в составе сборной Бенгалии, вошёл в состав сборной Индии по хоккею на траве на летних Олимпийских играх в Амстердаме и завоевал золотую медаль. Играл на позиции вратаря, провёл 5 матчей, не пропустив ни одного мяча.
В 1932 году вошёл в состав сборной Индии по хоккею на траве на летних Олимпийских играх в Лос-Анджелесе и завоевал золотую медаль. Играл на позиции вратаря, провёл 1 матч, пропустил 1 мяч от сборной Японии.
В 1936 году вошёл в состав сборной Индии по хоккею на траве на летних Олимпийских играх в Берлине и завоевал золотую медаль. Играл на позиции вратаря, провёл 4 матч, пропустил 1 мяч от сборной Германии.
Таким образом, в десяти матчах на Олимпиадах Аллен пропустил только два мяча.
Аллен — один из семи индийских хоккеистов, которые трижды выигрывали олимпийское золото (наряду с Дхианом Чандом, Ранганатханом Фрэнсисом, Балбиром Сингхом, Лесли Клаудиусом, Рандхиром Сингхом Джентлом, Удхамом Сингхом).
Обладал хорошим видением поля, предугадывая развитие игры, и быстрым мышлением.
Умер в 1969 году в индийском городе Бангалор.